# St. Georgen am Ybbsfelde
St. Georgen am Ybbsfelde, Sankt Georgen am Ybbsfelde – gmina targowa w Austrii, w kraju związkowym Dolna Austria, w powiecie Amstetten, w rejonie Mostviertel. Według Austriackiego Urzędu Statystycznego liczyła 2 754 mieszkańców (1 stycznia 2014).